# 검은 해적 (영화)
《검은 해적》(The Black Pirate)은 미국에서 제작된 앨버트 파커 감독의 1926년 영화이다. 빌리 도브 등이 주연으로 출연하였고 더글러스 페어뱅스 등이 제작에 참여하였다.
1993년 이 영화는 미국 의회도서관에 의해 문화적으로, 역사적으로, 미적으로 중요성을 인정받아 미국 국립영화등기부에 선정, 보존되었다.

## 출연

### 주연
- 빌리 도브
- 템프 피곳

### 조연
- 도널드 크리스프
- 샘 드 그레이즈
- 찰스 스티븐스
- 더글러스 페어뱅스